# Gąbka szlachetna
Gąbka szlachetna (Spongia officinalis) – gatunek morskiej gąbki pospolitej (Demospongiae). Włóknisty i szorstki szkielet sponginowy tego gatunku, był używany od stuleci jako gąbka kąpielowa.

## Występowanie i biotop
Występuje wśród skał w płytkich wodach przybrzeżnych basenu Morza Śródziemnego, do głębokości około 50 m.

## Morfologia
Gąbka ma formę kulistą o zmiennej barwie z rozgałęzioną masą i wyraźnym otworem wpustowym (przypominającym małe kratery wulkaniczne). Rozmiar średnicy gąbki szlachetnej wynosi zwykle do 20 cm.